# Пицунда
Пицу́нда или Бичвинта (абх. Пицунда, историческое абхазское название для западной части — Амзара, восточной части — Лӡаа, груз. ბიჭვინთა — Бичвинта) — город в Абхазии, в Гагрском районе частично признанной Республики Абхазия, согласно административному делению Грузии — в Гагрском муниципалитете Абхазской Автономной Республики. Приморский климатический курорт на одноимённом мысе Черноморского побережья Кавказа, в 25 км к югу от Гагры. До 10 июня 2007 года в рамках административного деления частично признанной Республики Абхазия был посёлком городского типа.

## История
Название Бичвинта происходит от грузинского слова «пичви» (сосна).
В V веке до н. э. греками на мысе был основан античный город и порт Питиунт (др.-греч. Πιτυοῦς) и был греческой колонией милетцев. В конце II — начале I века до н. э. он входил в эллинистическое Понтийское царство.
С конца I в. до н. э. в Пицунде располагалась римская крепость, а с IV века здесь был основан один из центров Христианской религии на Кавказе. В 407 году по дороге в Пицунду скончался Св. Иоанн Златоуст, архиепископ Константинопольский. Под алтарём Пицундского собора ему была устроена гробница, в которой хранилась частица мощей Святого, оставленная во время перенесения их в Константинополь. Здесь же похоронен Святой Лонгин, один из семи братьев мучеников IV века.
В 780-х годах Питиунт вошёл в состав Абхазского царства, а с конца X века — в состав объединённого Грузинского царства. С XI века Пицунда упоминается в грузинских источниках под именем Бичвинты.
В XIV—XV веках здесь находилась генуэзская фактория Пецонда (итал. Pezonda).
В XVII—XVIII веках город находился под властью Османской империи, а с начала XIX века вместе с Абхазией вошёл в состав Российской империи.
В 1872 году при пицундской православной церкви открыт мужской монастырь.
Археологические раскопки 1950-х годов открыли остатки храмов (в том числе базилики IV—V веков с мозаиками пола), крепостных и жилых сооружений, бань.
В 2007 году посёлок городского типа Пицунда получил статус города.

## География
Город расположен на одноимённом мысе на берегу Пицундской бухты Чёрного моря.

### Реки и озера
- Река Бзыбь.
- Озеро Инкит.
- Озеро Пицунда.
- Озеро Анышхцара.

### Климат
Климат в Пицунде влажный средиземноморский субтропический, схожий с климатом Гагры. Лето тёплое (температура августа +29 °C), зима мягкая, температура января около +11 °C, среднегодовая +16,5 °C.
Осадки (около 1 400 мм/год) выпадают в течение всего года, преимущественно в виде дождей.

## Население
По данным переписи 1959 года, в Пицунде жило 911 человек, большинство которых составляли русские.
В 1989 году в Пицунде проживало 10 146 человек, среди которых преобладали русские (41 %), грузины (23 %), абхазы (16 %), армяне (5 %) и другие (5 %).
После военных действий начала 1990-х годов русское и грузинское население резко сократилось. По данным переписи населения 2003 года, проведённой властями Республики Абхазии, численность населения города составила 3 842 жителя.
После распада СССР популярность курорта снизилась, тем не менее город активно посещают российские туристы.
По данным переписи 2011 года численность населения города Пицунды составила 4 198 жителей, из них 2 465 человек — абхазы (58,7 %), 1 144 человека — русские (27,3 %), 180 человек — армяне (4,3 %), 135 человек — грузины (3,2 %), 93 человека — украинцы (2,2 %), 181 человек — другие (4,3 %).
| Численность населения | Численность населения | Численность населения | Численность населения | Численность населения | Численность населения | Численность населения | Численность населения | Численность населения |
| 1970                  | 1979                  | 1989                  | 2003                  | 2011                  | 2015                  | 2016                  | 2017                  | 2018                  |
| --------------------- | --------------------- | --------------------- | --------------------- | --------------------- | --------------------- | --------------------- | --------------------- | --------------------- |
| 7698                  | ↘7649                 | ↗10 146               | ↘3842                 | ↗4198                 | ↘4147                 | ↘4125                 | ↘4123                 | ↗4129                 |
| 2019                  | 2020                  |                       |                       |                       |                       |                       |                       |                       |
| ↘4107                 | ↘4088                 |                       |                       |                       |                       |                       |                       |                       |

## Отдых и оздоровление
В городе и его окрестностях сильно развит отдых в частных гостевых домах и мини-гостиницах.
Вдоль побережья Пицунды располагаются отели и пансионаты.
Объединение пансионатов курорта «Пицунда» находится у мыса Пицунда на берегу моря в окружении реликтовой сосновой рощи, это семь 14-этажных корпусов: «Маяк», «Амзара», «Амра», «Колхида», «Золотое руно», «Бзыбь», «Апсны».

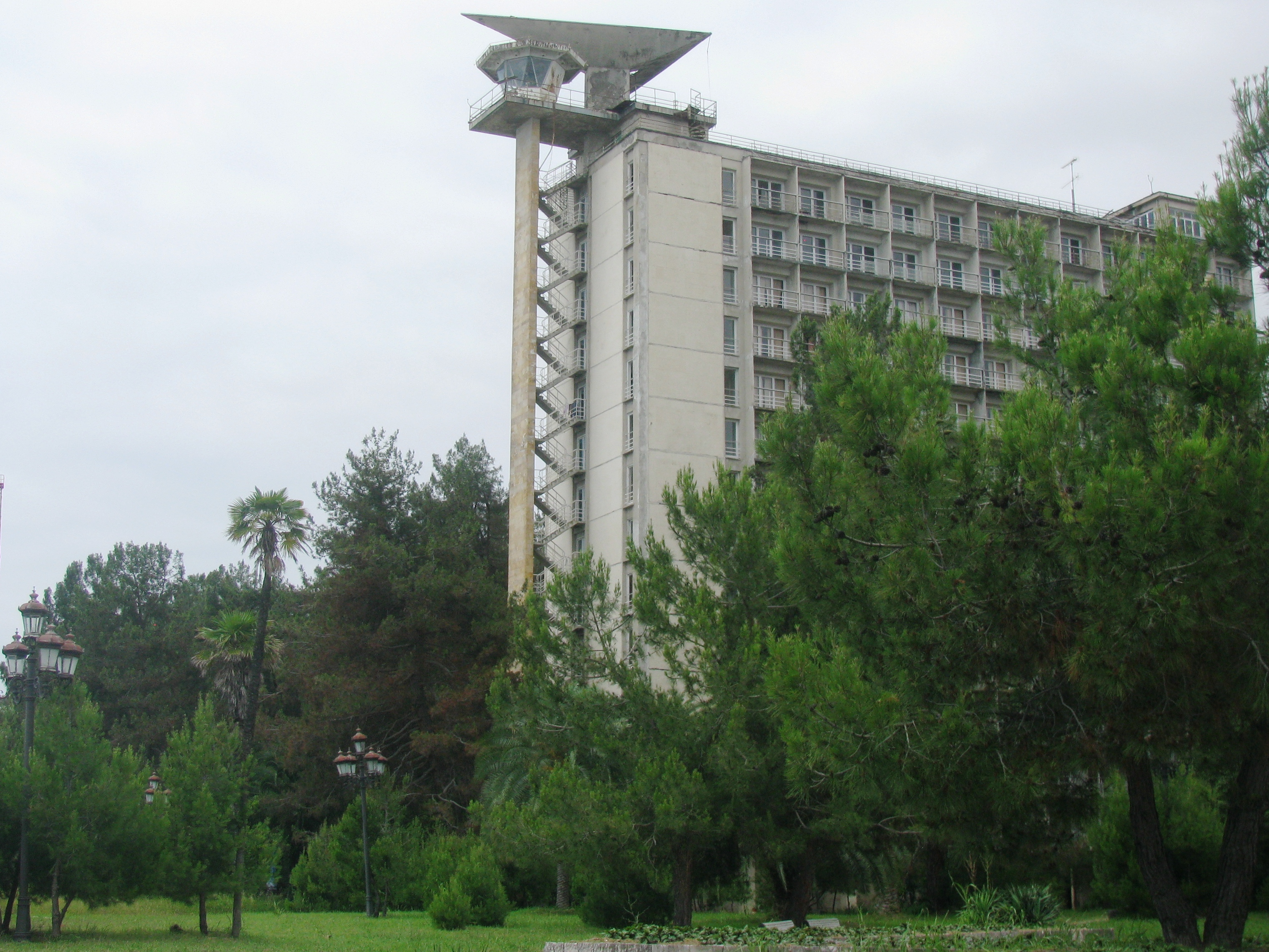
Пансионат «Маяк»
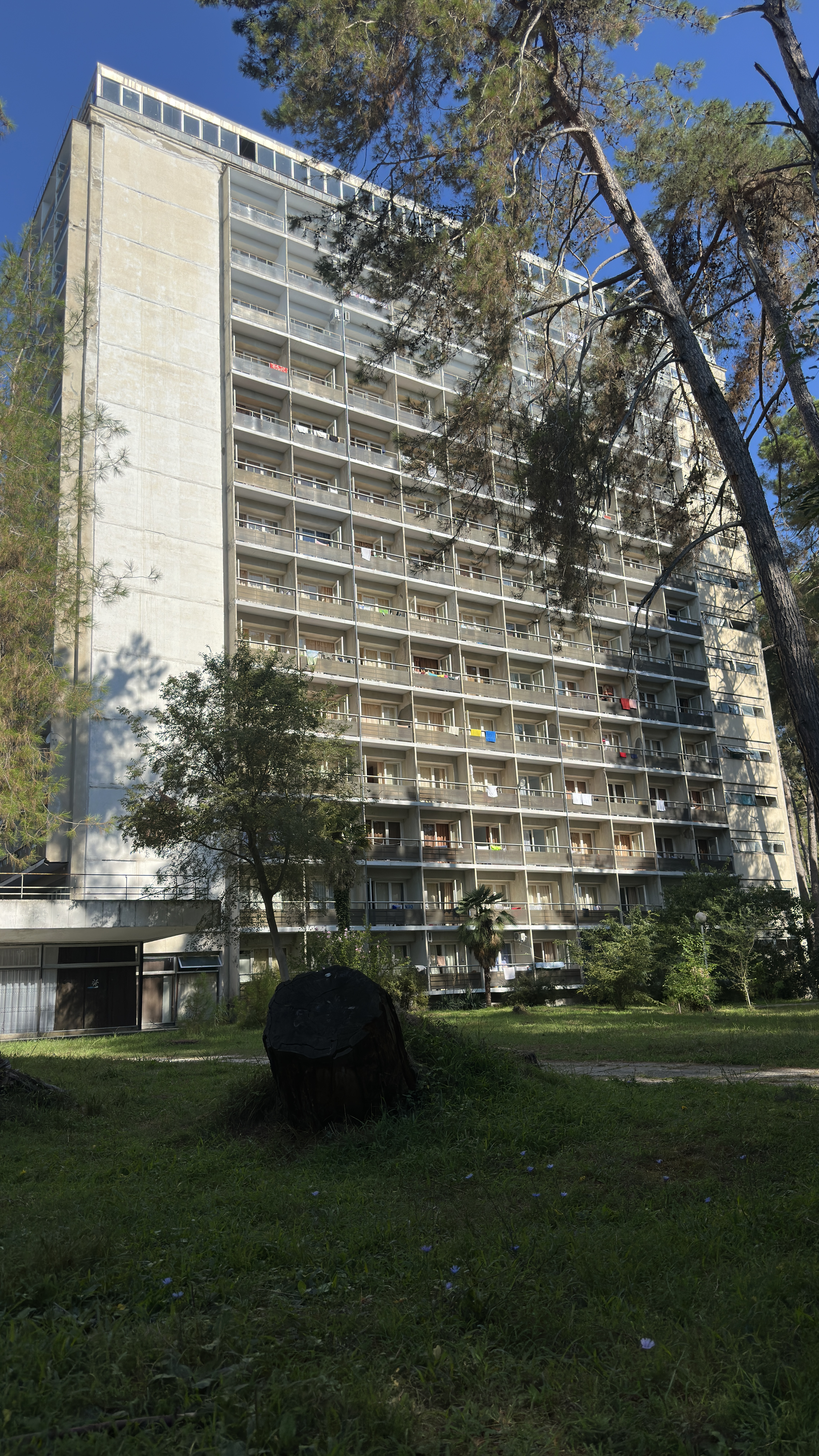
Пансионат «Амзара»
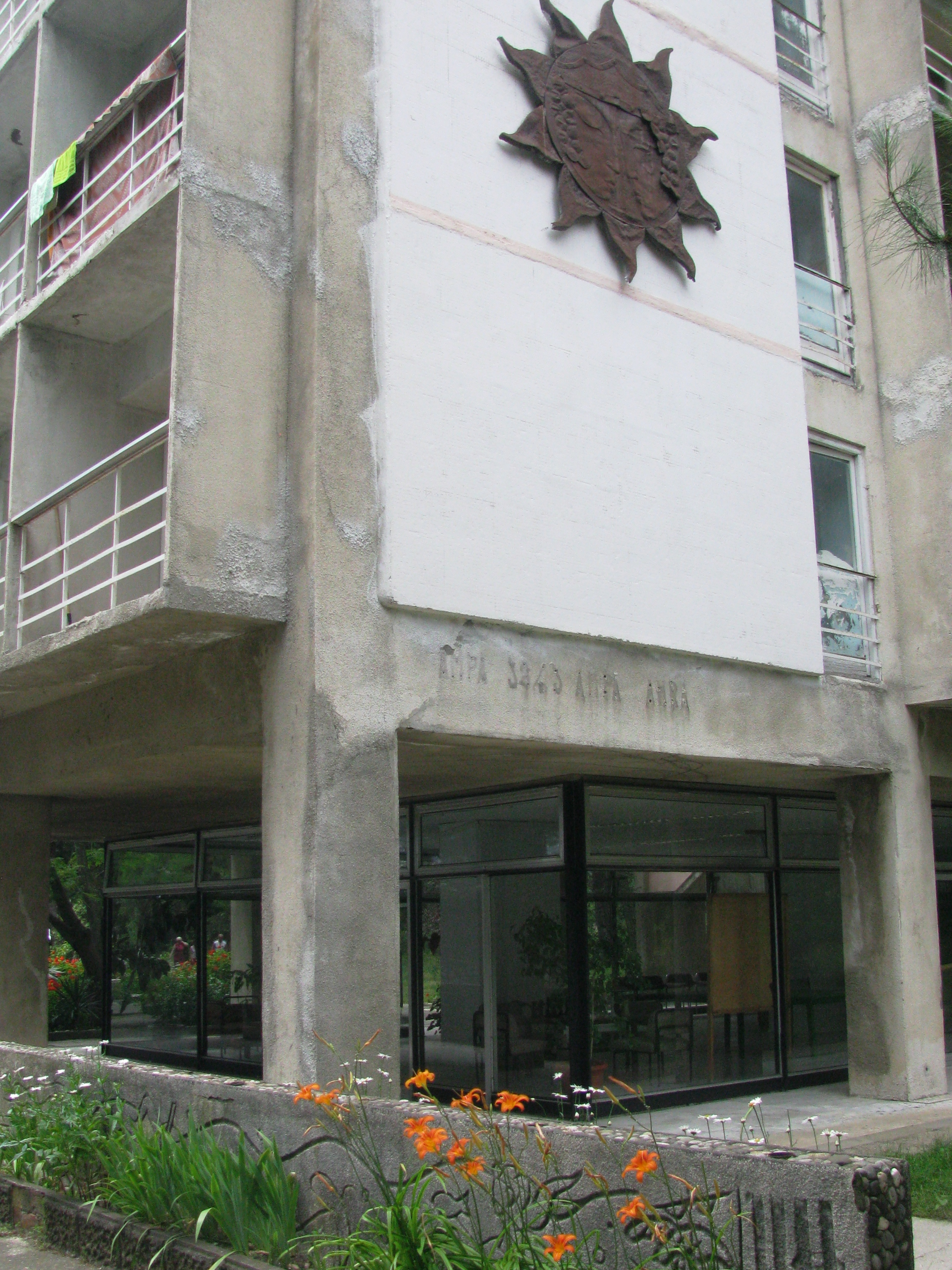
Пансионат «Амра»
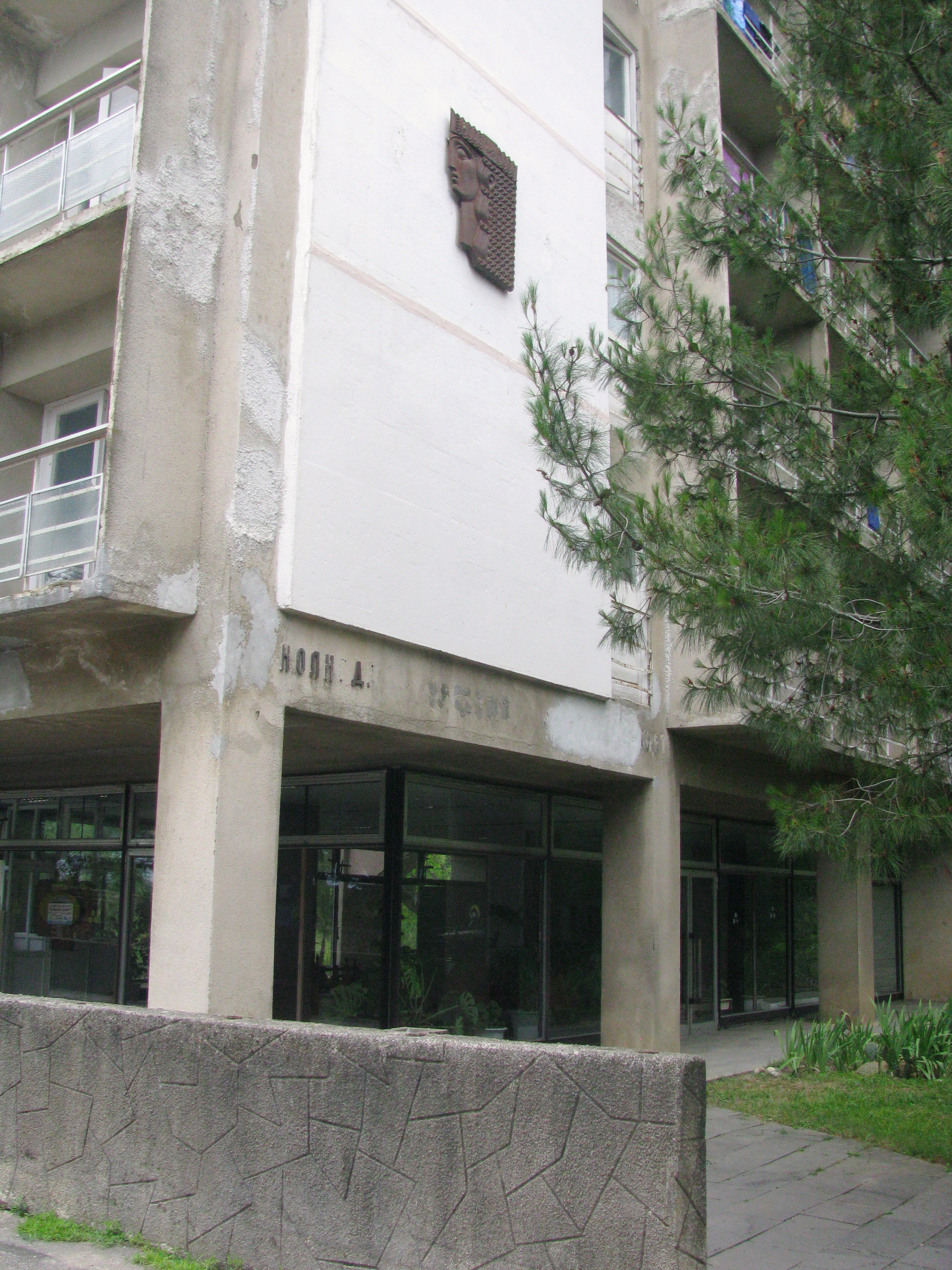
Пансионат «Колхида»
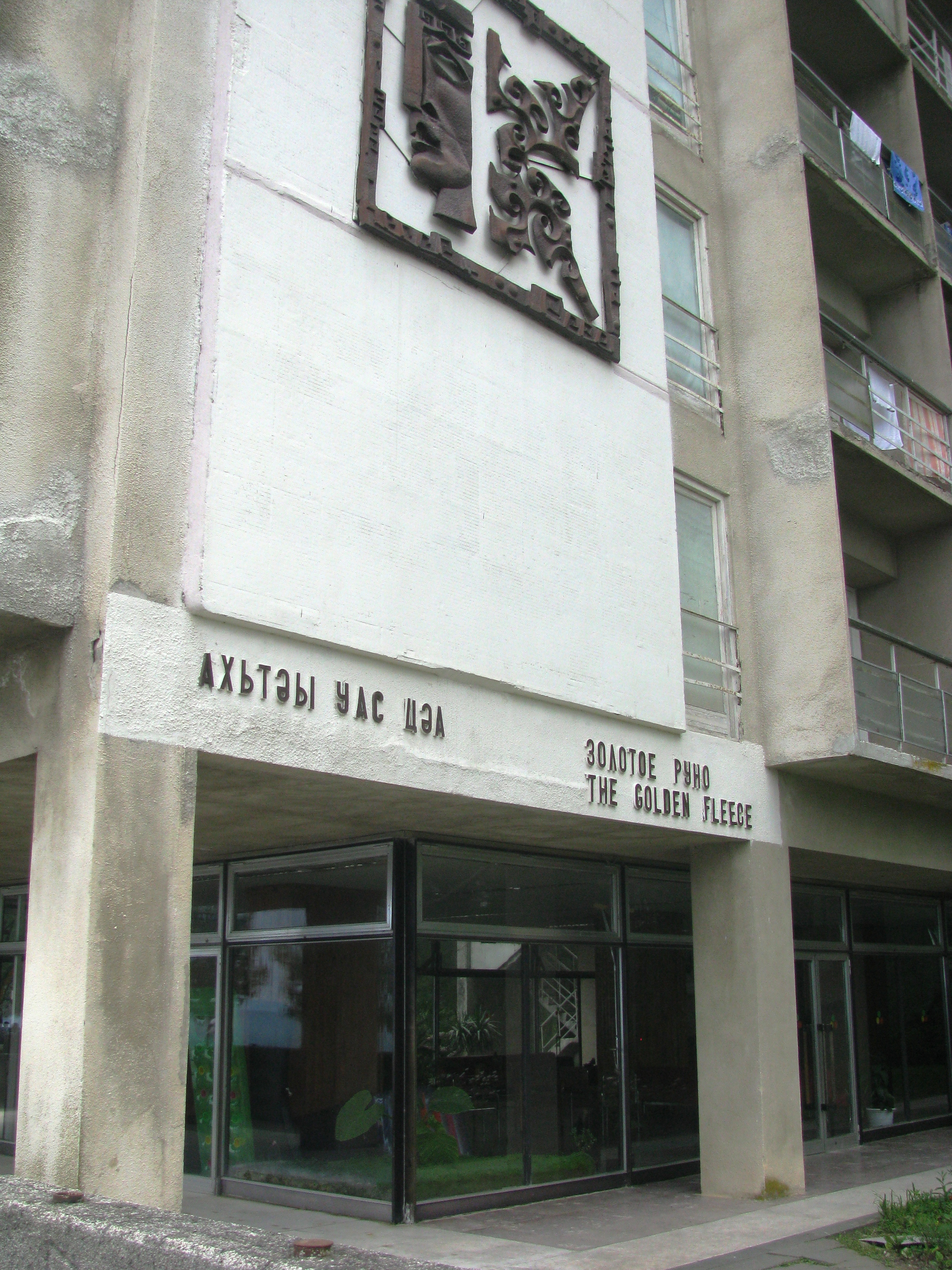
Пансионат «Золотое руно»

Другие пансионаты:
- пансионат «Сосновая роща»;
- пансионат «Самшитовая роща»;
- дом отдыха «Питиус» (бывший дом отдыха газеты «Правда»);
- пансионат «Литфонд» (бывший дом творчества писателей СССР им. Д. Гулиа);
- дом творчества «Пицунда» союза кинематографистов и союза журналистов Грузии;
- пансионат «Ирен».

## Пляжи
Пляжи Пицунды песчано-галечные, то есть у моря полоса гальки, у сосен полоса песка. Пляжи широкие.
В советское время в Пицунде функционировал неофициальный нудистский пляж, что в те времена было явлением более чем либеральным. Пляж располагался с внешней стороны забора у входа в курортную зону ОПК «Пицунда». Начало ему положили зарубежные туристы из стран народной демократии (в основном из ГДР), а также некоторые советские деятели искусств, придерживающиеся вольных взглядов. Со временем на пляже стали отдыхать и простые советские граждане, а затем и подавляющая часть населения города.

## Транспорт
В Пицунду каждый час курсируют автобусы из Гагры и обратно. Маршрут № 5 (Гагра, пл. Гагарина — Лдзаа, Рыбзавод) обслуживается Гагрским ПАТП. Используются автобусы «Богдан» А092 и Mercedes-Benz Türk O325. Также работают частные маршрутные такси.

## Достопримечательности
- Центральная набережная у пансионатов ОПК «Пицунда».
- Скульптурная композиция «Море». Автор Ираклий Очиаури. В некоторых источниках упоминается как «Купальщики», «Ловцы устриц» или «Ныряльщики». Обнажённые юноша и девушка ныряют в воду, где в самом низу находится огромная устрица, а вокруг виды морских животных: дельфины, угри, рыбы.
- Маяк Пицунды. Расположен у береговой линии, рядом с многоэтажными пансионатами. Это железная башня, окружённая металлическим каркасом. Сейчас не действует и является достопримечательностью. Новый маяк установлен на крыше пятнадцатиэтажного корпуса пансионата «Маяк».
- Памятник «Каменная девушка».
- Скульптура Медеи. Автор Мераб Бердзенишвили, народный художник Грузии.
- Пицундская реликтовая роща. Роща протянулась вдоль берега на 4 км, занимает площадь около 200 га. Возраст отдельных деревьев достигает 200 лет. Целебный морской воздух с ароматом хвои и смол привлекает сюда ежегодно тысячи отдыхающих.
- Трёхнефный крестово-купольный собор в честь Св. апостола Андрея X века (входит в состав музея). В храме оборудован концертный зал на 350 мест с органом. В нартексе — фрески XVI века.
- Фигурные автобусные остановки выполненные в стиле мозаика. Автор Зураб Церетели.
- Реликтовая Самшитовая роща. Находится в критическом состоянии после нападения бабочки самшитовой огнёвки (Cydalima perspectalis).
- Остатки античного города Питиунта (II век до н. э.).
- Старая водонапорная башня на рукотворном холме.

## Галерея

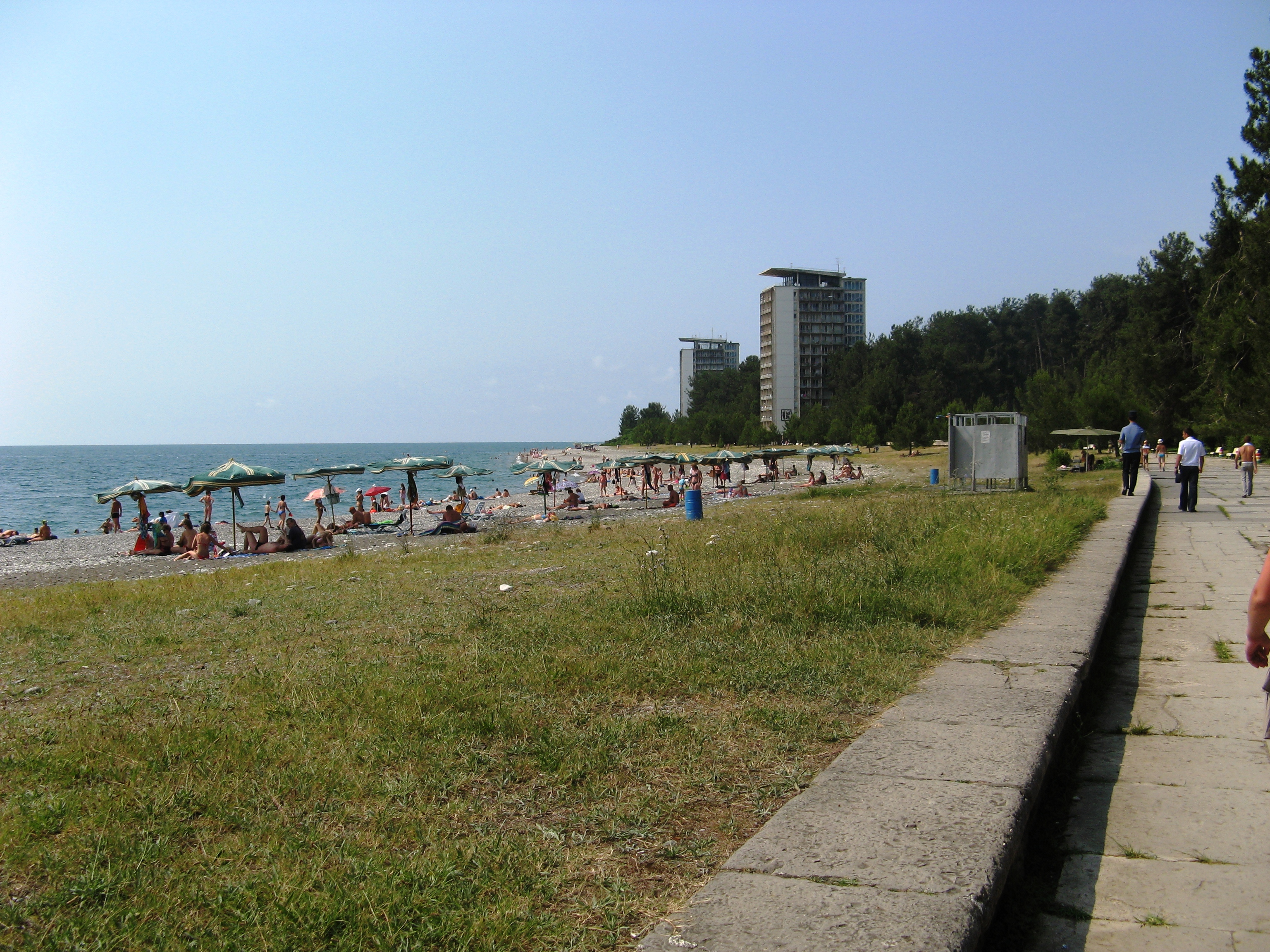
Центральный пляж. Виден пансионат «Золотое руно», за ним пансионат «Колхида»
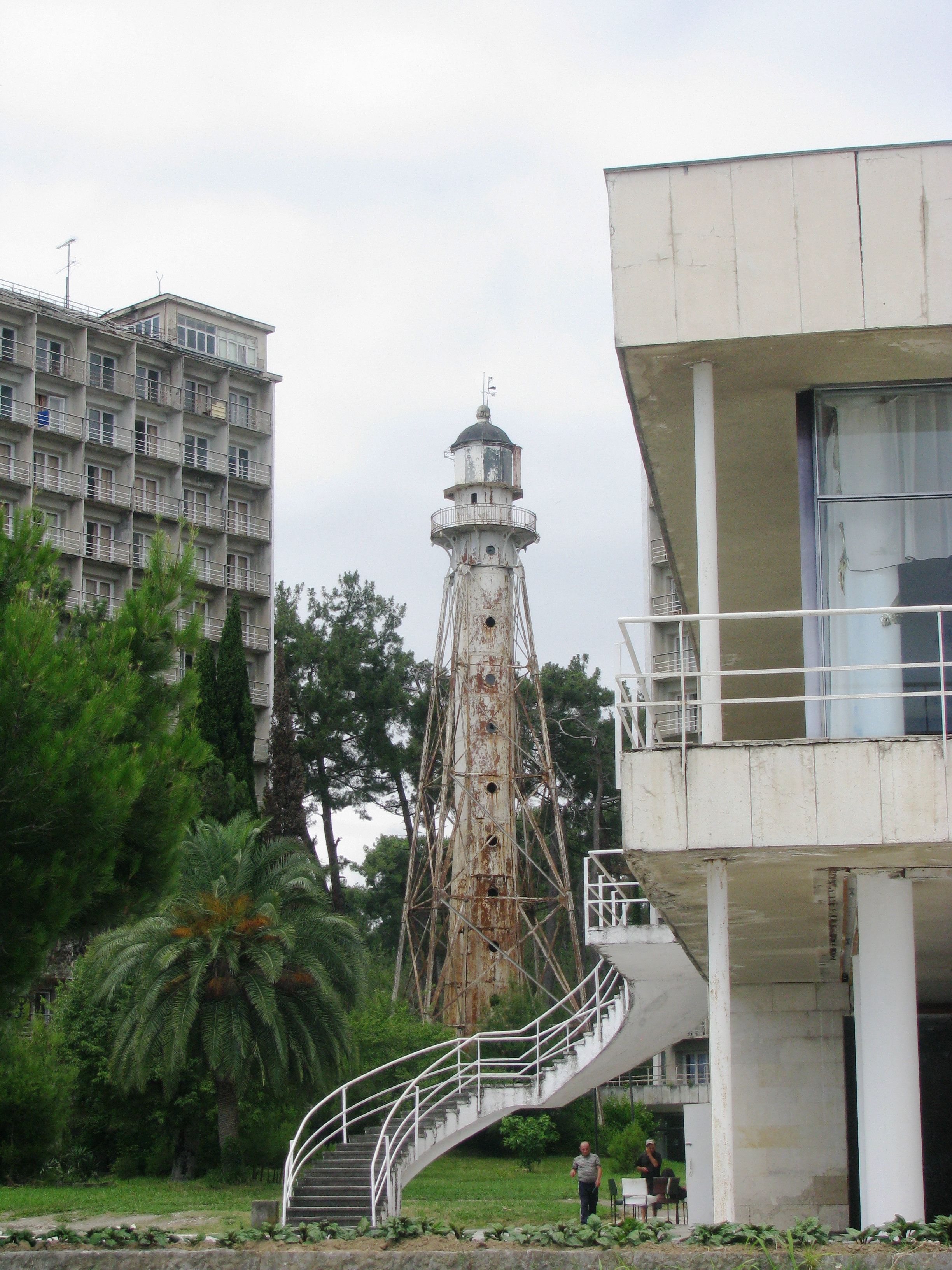
Маяк Пицунды. Слева пансионат «Маяк», справа столовая.
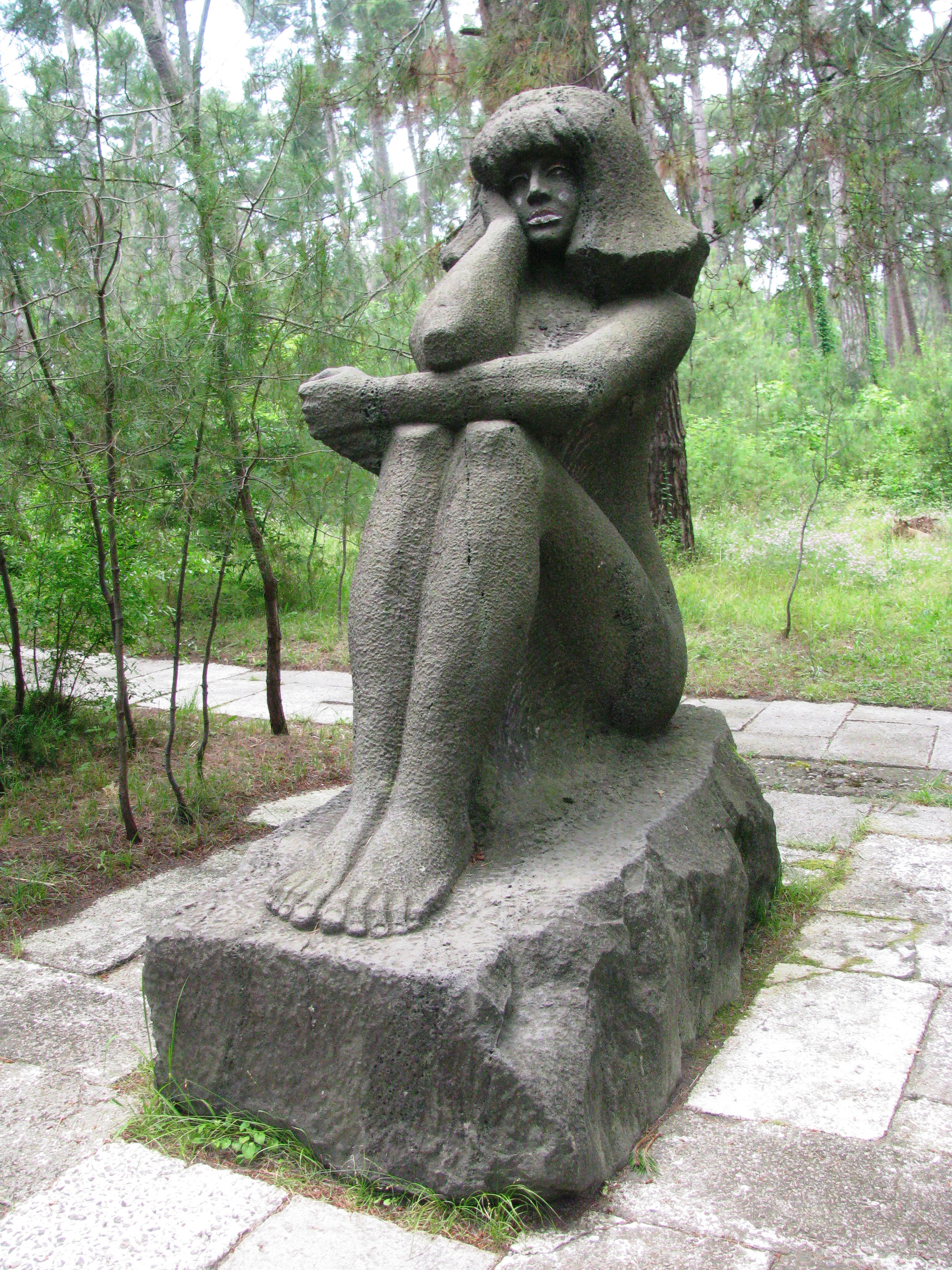
Скульптура «Каменная девушка»
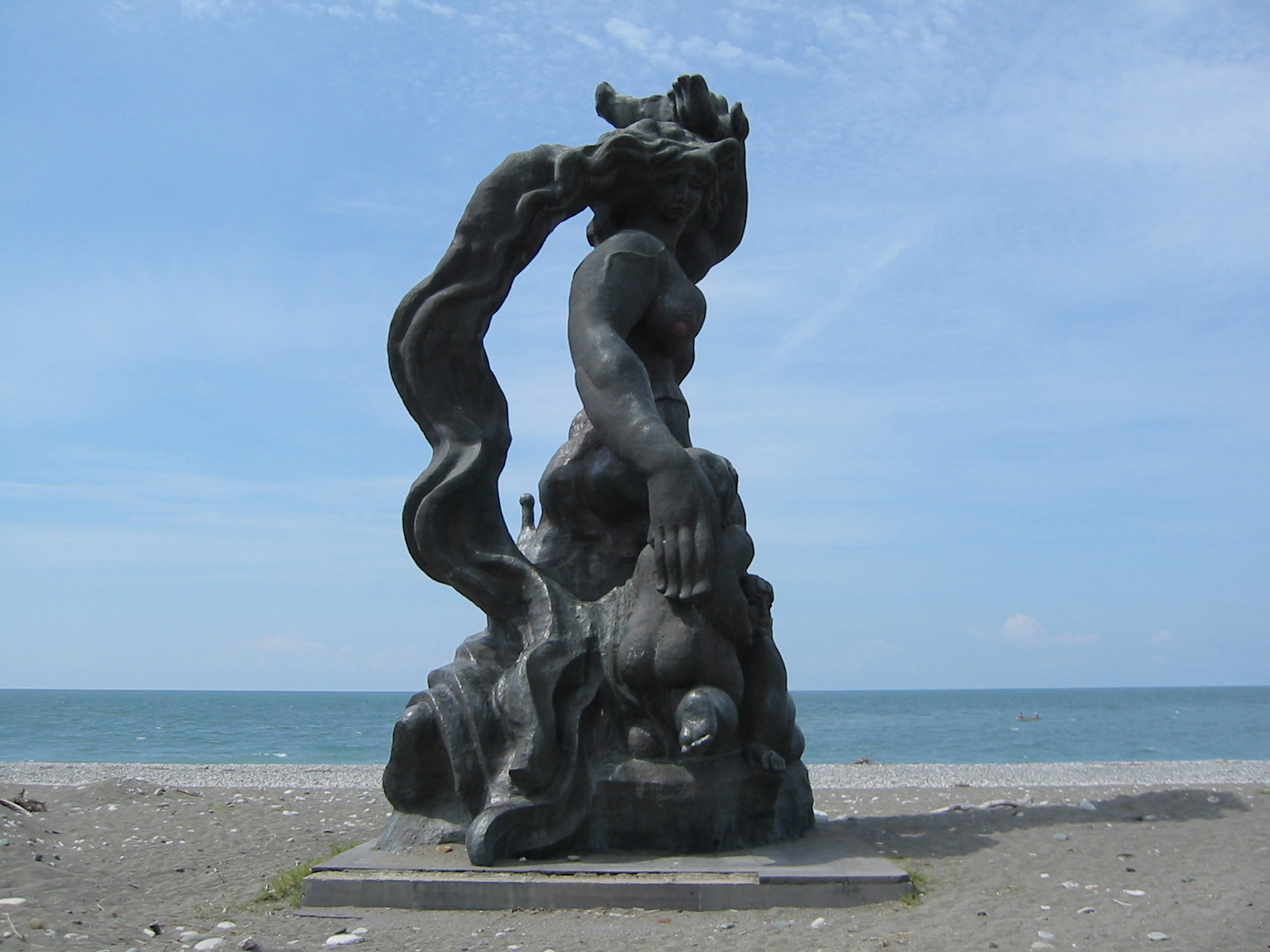
Скульптура Медеи
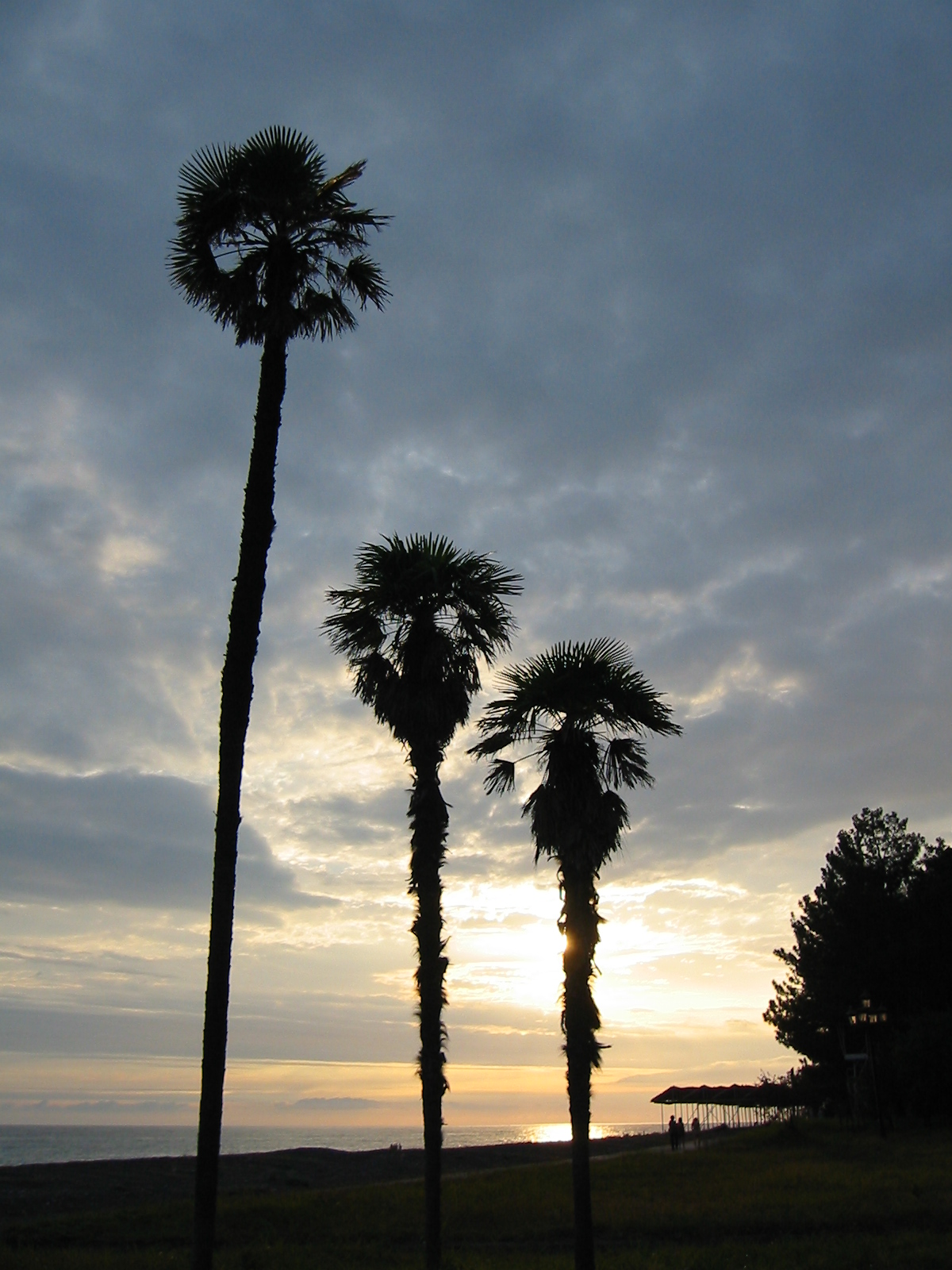
Закат на море
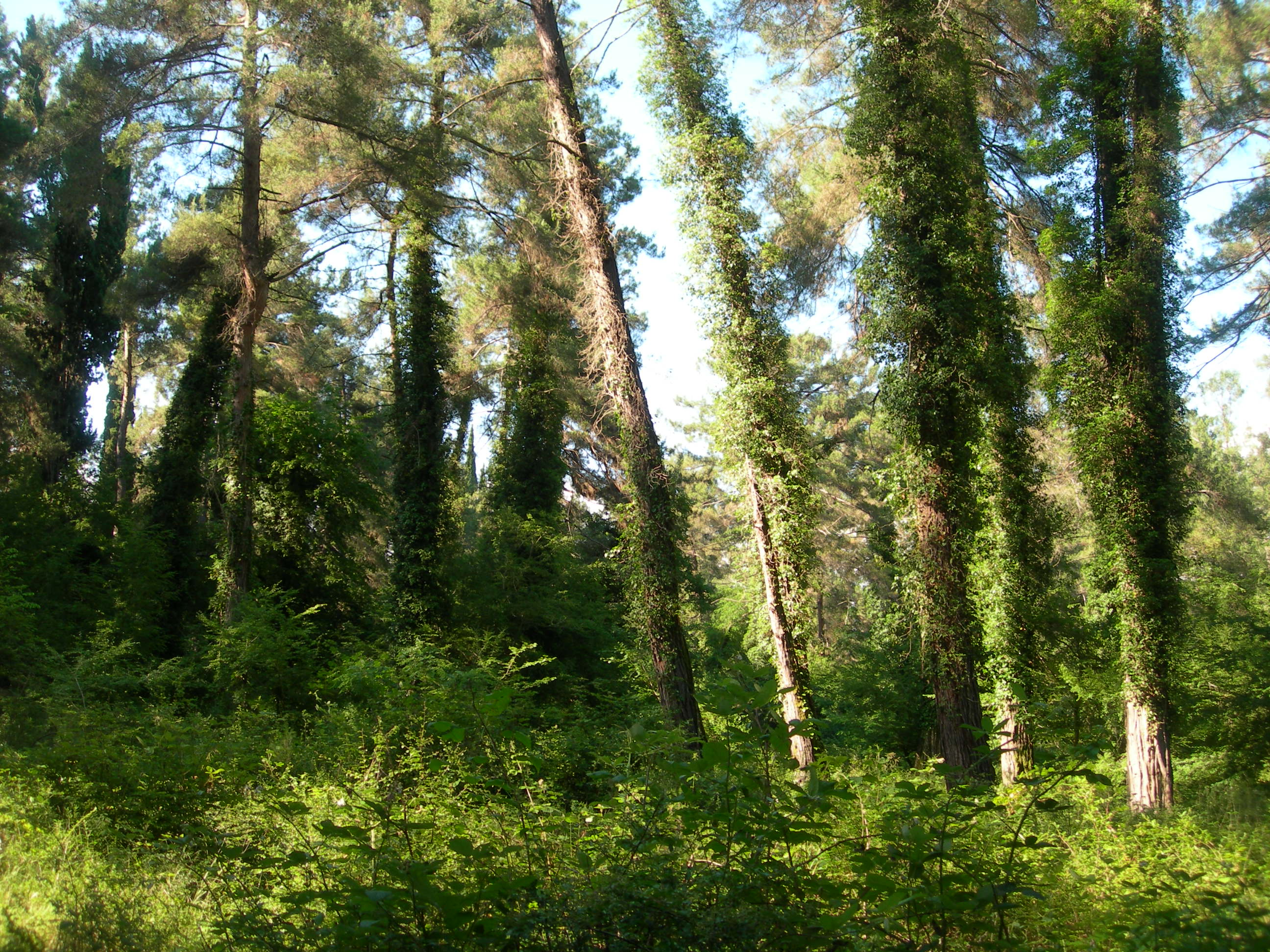
Пицундская реликтовая роща
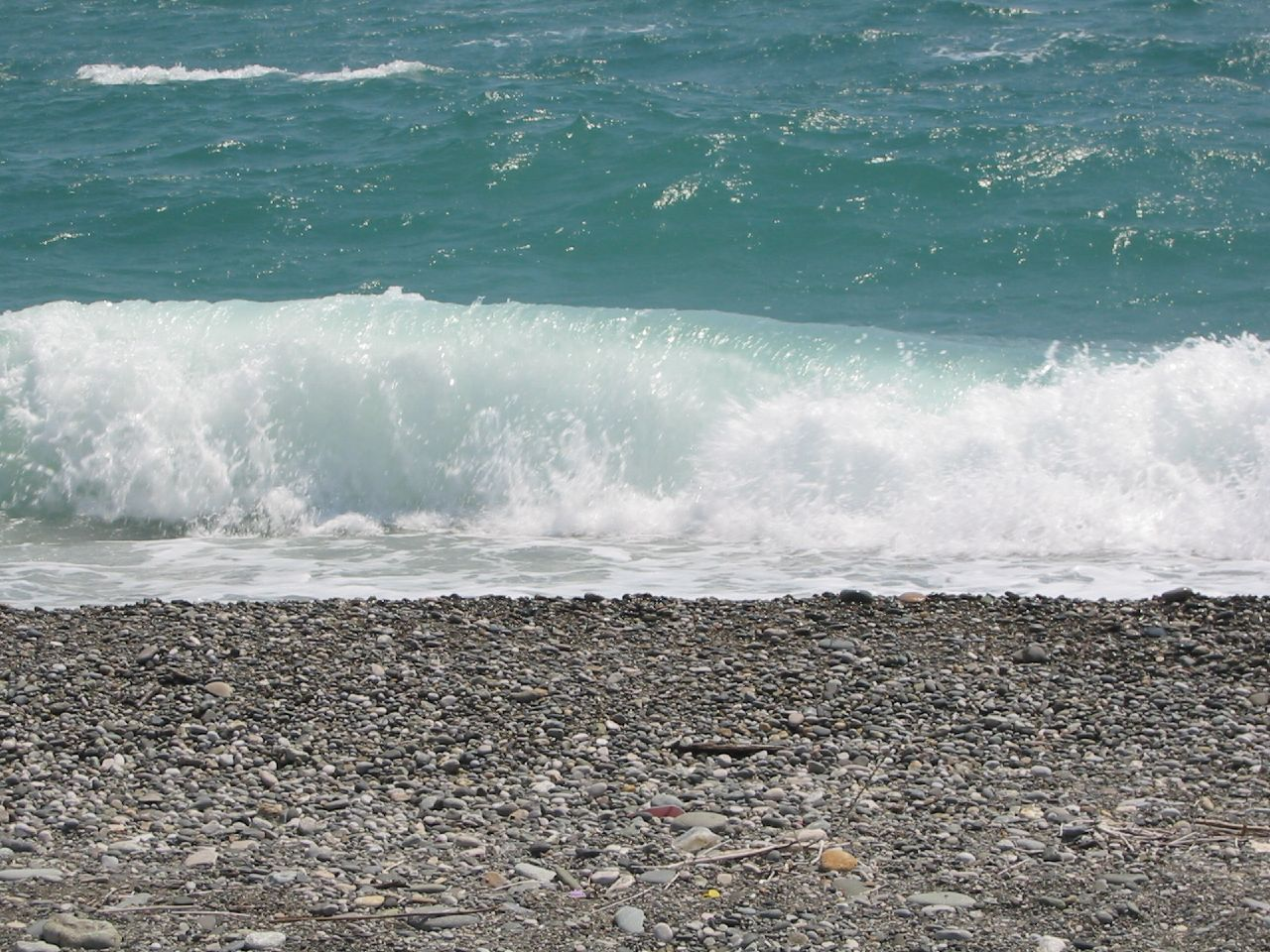
Широкий галечный пляж
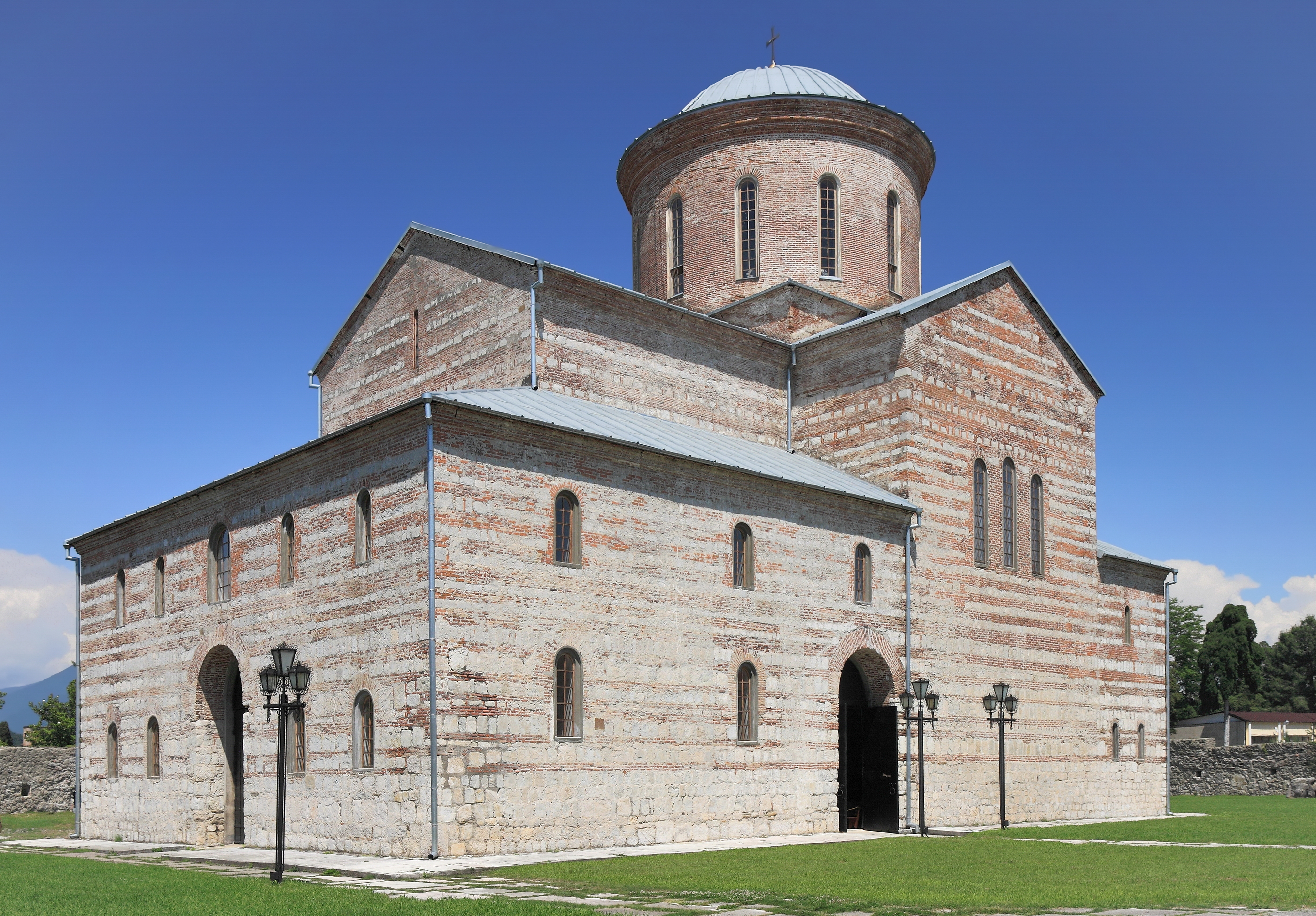
Патриарший собор в Пицунде
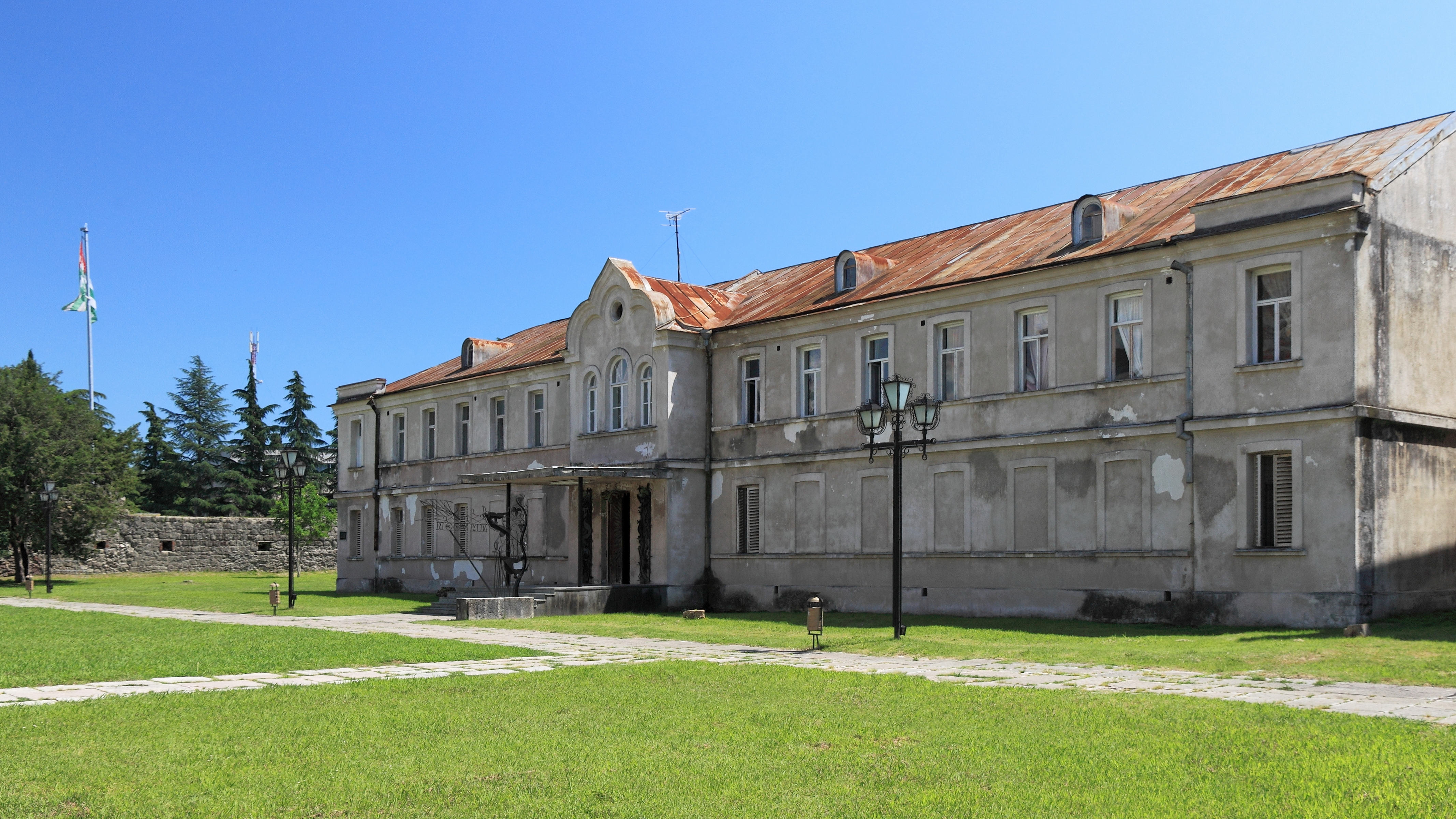
Краеведческий музей
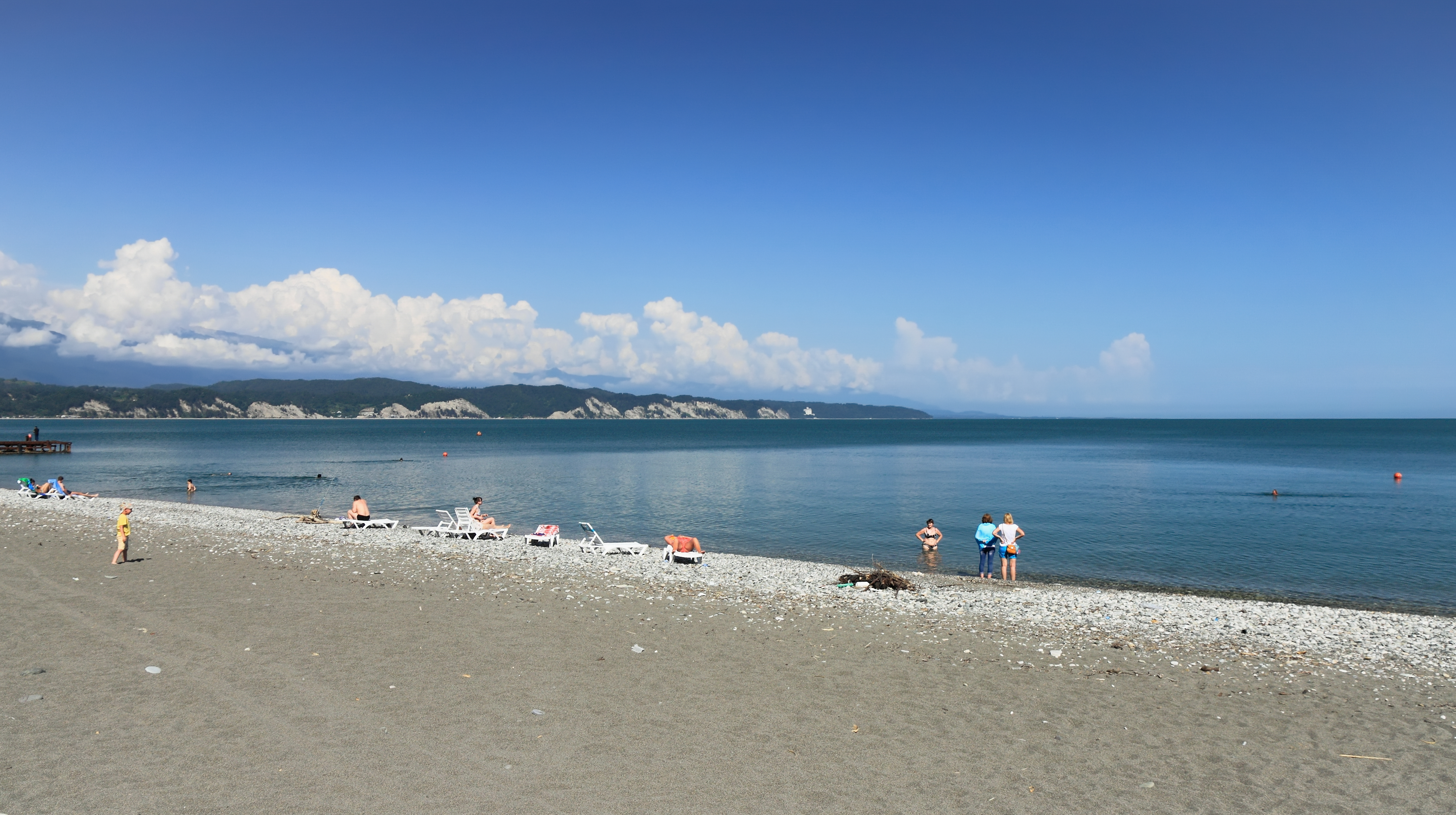
Пляж
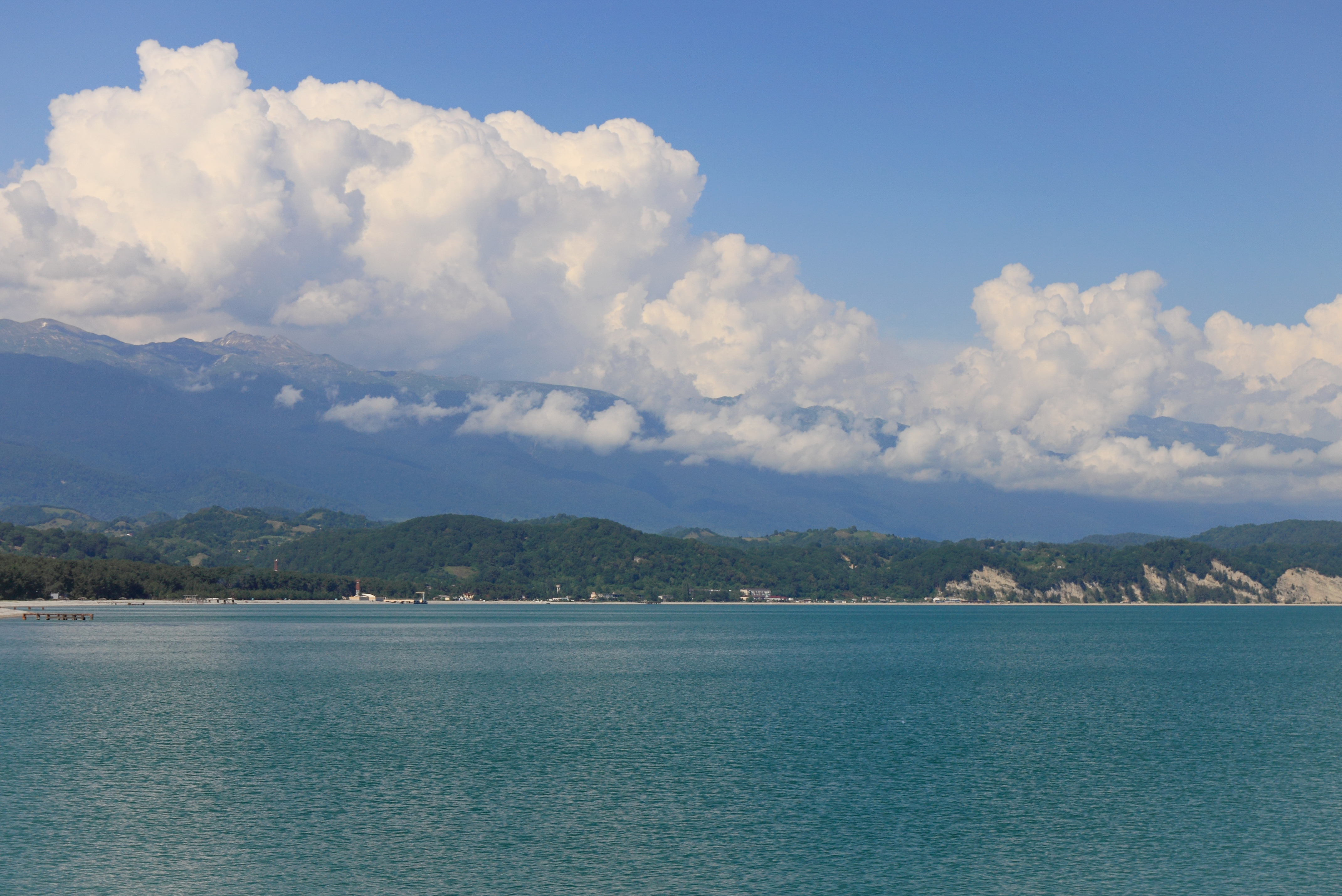
Черноморское побережье в Пицунде
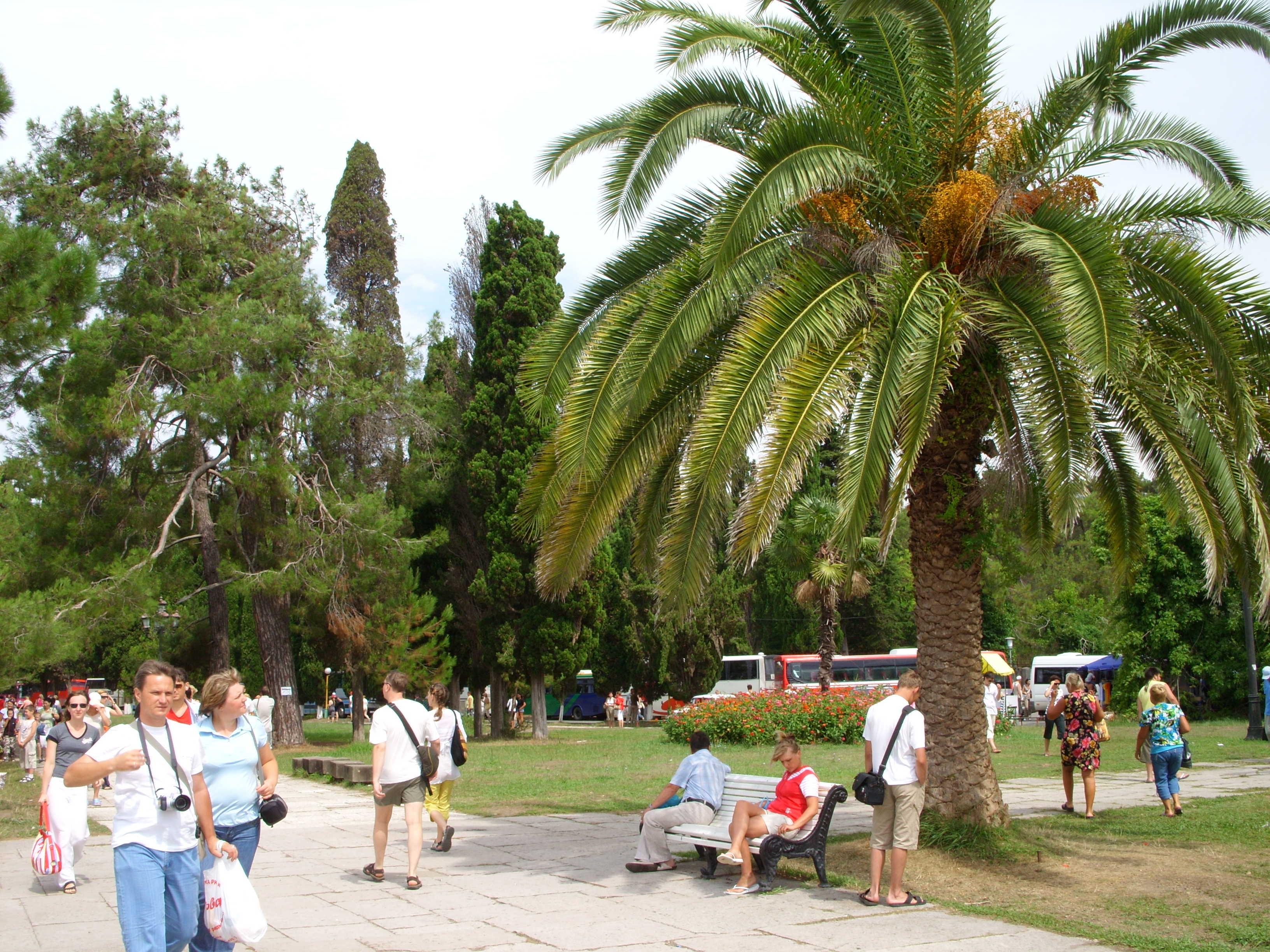
Туристы в Пицунде
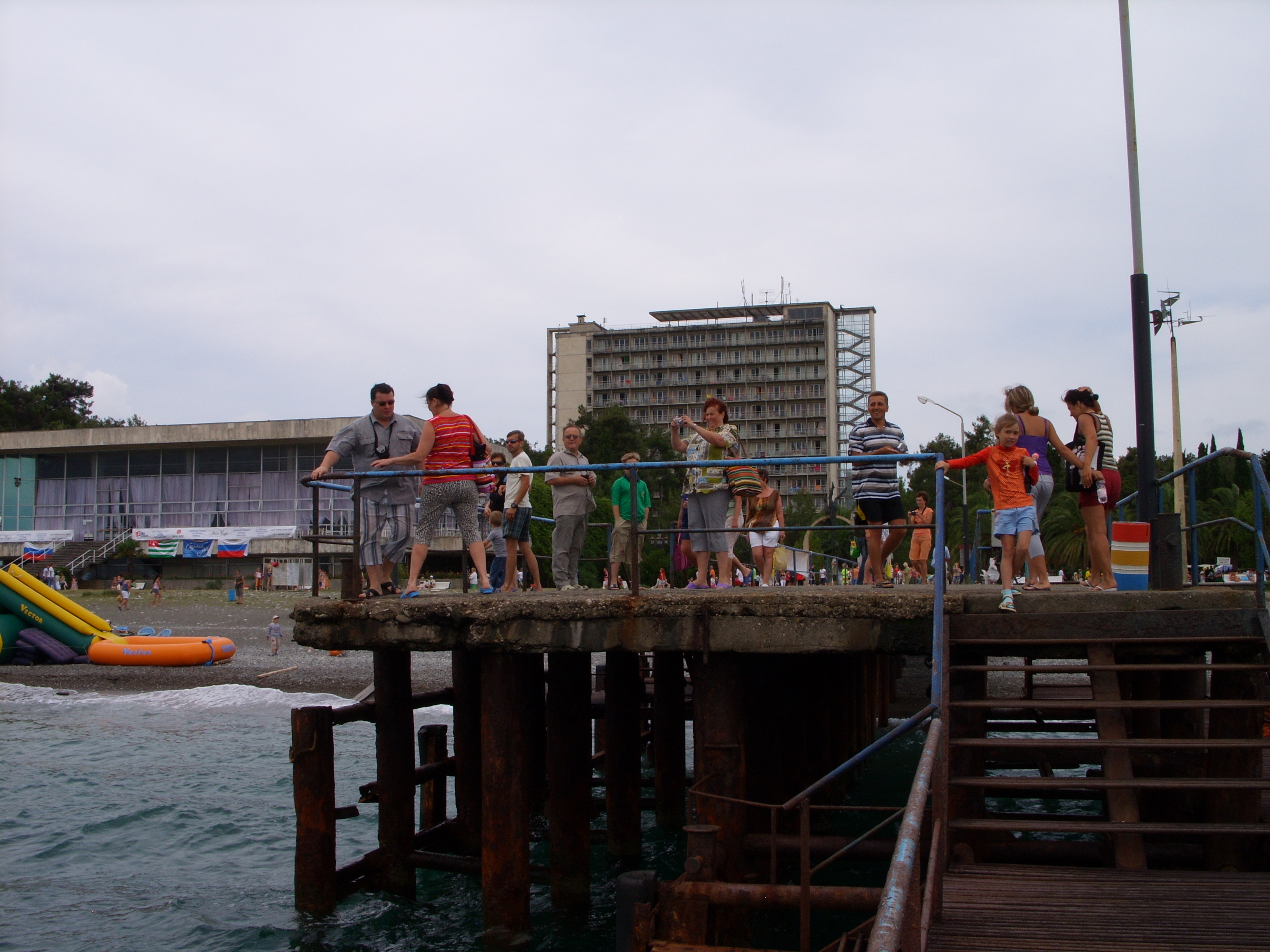
Пирс в Пицунде
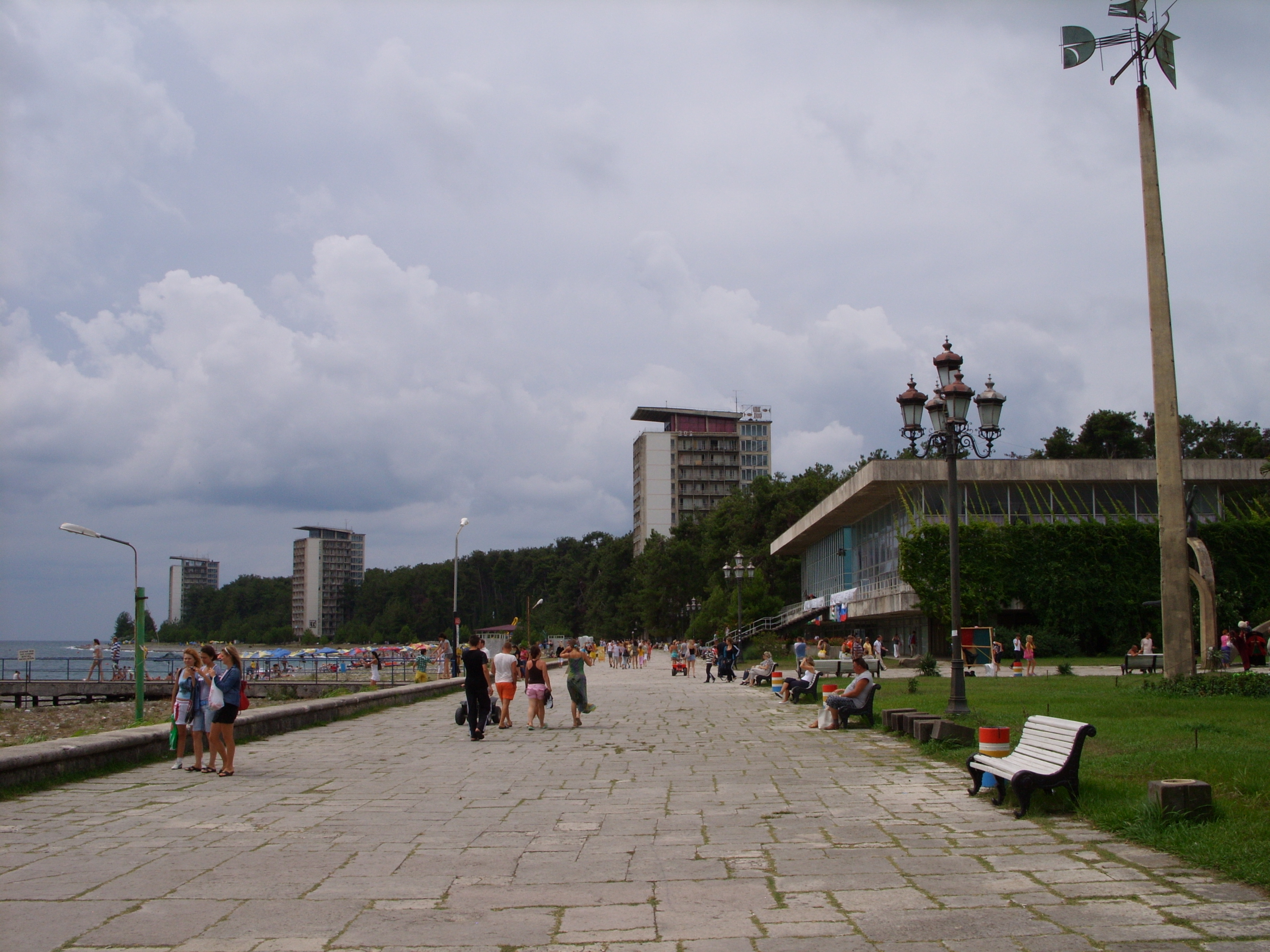
Пансионатный комплекс на набережной в Пицунде
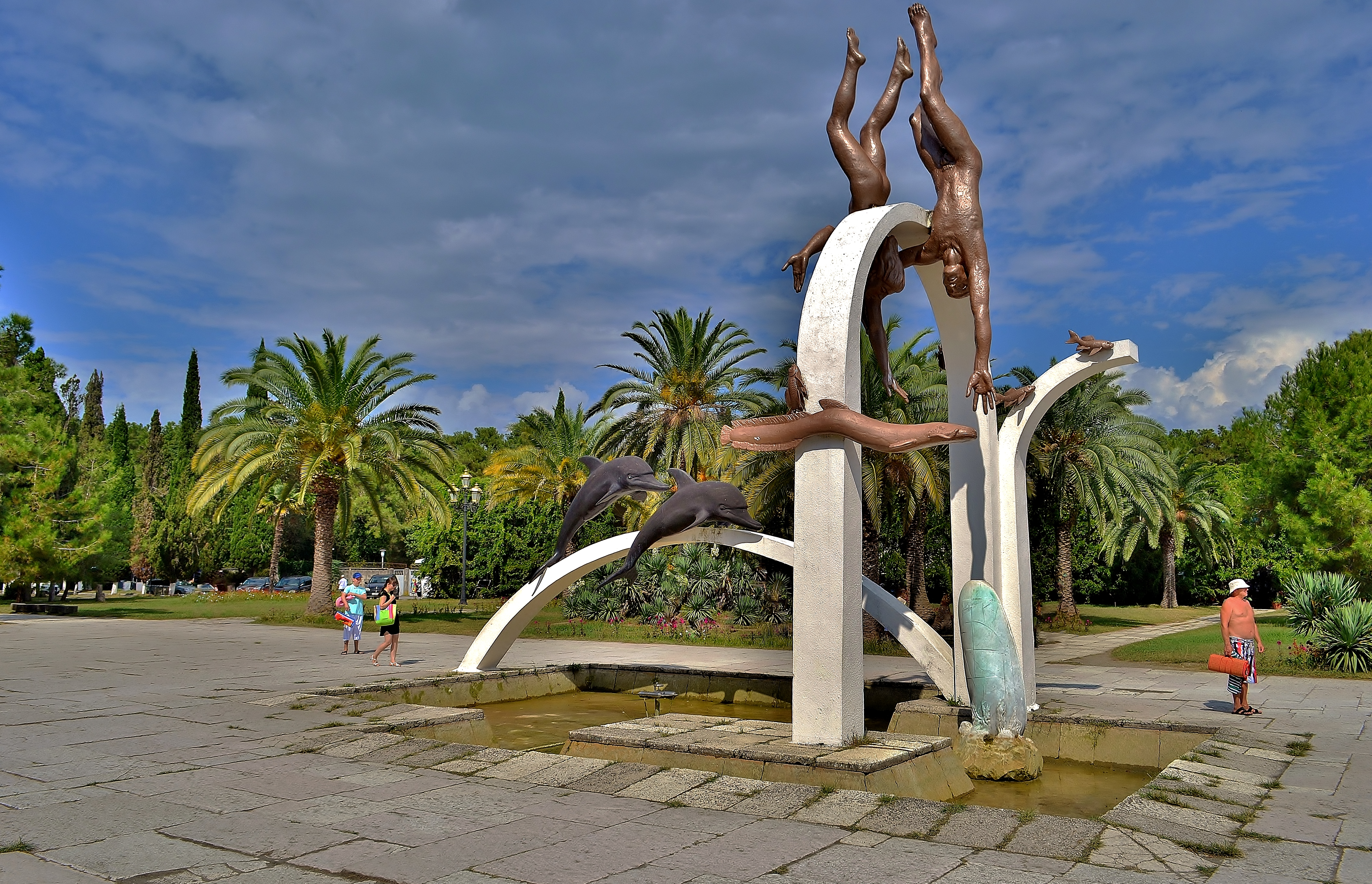
Скульптурная композиция «Море»

## Пицунда в искусстве

### Фильмы, которые снимались в Пицунде
- «Алые паруса» (1961).
- «Начало» (1970).
- «Инспектор уголовного розыска» (1971).
- «Когда зацвёл миндаль» (1972).
- «Старые стены» (1973).
- «Младшая сестра» (1978).
- «Гостья из будущего» (1984).
- «Дама с попугаем» (1988).
- «Когда опаздывают в ЗАГС» (1991).
- «Серые волки» (1993).